# Batumerah

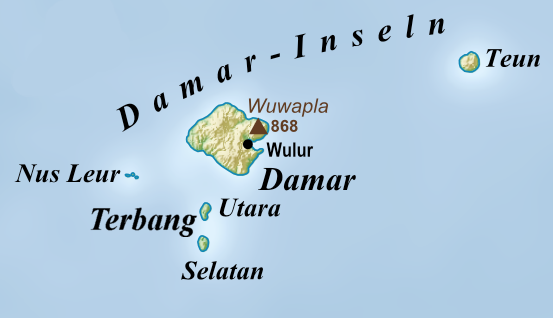
Die Damar-Inseln

Batumerah ist ein Ort auf der indonesischen Insel Damar. Der Ort liegt an der Nordküste der Insel.
Batumerah bildet ein Desa mit 687 Einwohnern (2010). Die Menschen sprechen als Muttersprache die austronesische Sprache West-Damar (Damar-Batumerah). Wie die gesamte Insel gehört Batumerah zum Kecamatan (Subdistrikt) Damar, Kabupaten (Regierungsbezirk) Südwestmolukken (Maluku Barat Daya), Provinz Maluku.